# Marit Malm Frafjord
Marit Malm Frafjord (Tromsø, 25 de novembro de 1985) é uma handebolista profissional norueguesa, pentacampeã europeia, campeã mundial e bicampeã olímpica.